# Kecamatan Rowokangkung
Kecamatan Rowokangkung (indonesiska: Rowokangkung) är ett distrikt i Indonesien.   Det ligger i provinsen Jawa Timur, i den västra delen av landet, 700 km öster om huvudstaden Jakarta.